# Silvertomb
Silvertomb — американський дум-метал, хеві-метал гурт з Брукліна, Нью-Йорк, створений у 2017 році.
У 2017 році було оголошено про розпуск гурту Seventh Void, а його колишні учасники почали новий проєкт під назвою Silvertomb.
Гурт Silvertomb виступав наживо з моменту свого заснування. 1 листопада 2019 року гурт випустив свій перший повноформатний альбом Edge of Existence.

## Учасники гурту
- Кенні Хікі (Kenny Hickey) — вокал, гітара (Type O Negative, Seventh Void)
- Джонні Келлі (Johnny Kelly) — барабани (Type O Negative, Seventh Void)
- Хенк Хелл (Hank Hell) — бас-гітара (Inhuman, Seventh Void)
- Джозеф Джеймс (Joseph James) — гітара (Agnostic Front, Seventh Void)
- Аарон Джус (Aaron Joos) — клавішні та гітари (Empyreon)

## Дискографія
- Edge of Existence (2019)